# Amphilestes
Amphilestes — рід вимерлих евтриконодонтних ссавців із середньої юри Сполученого Королівства. Це був один із перших відкритих і описаних ссавців мезозою.

## Відкриття
Перший екземпляр Амфілеста був виявлений разом із кількома щелепами інших ссавців у Стоунсфілдському сланцевому кар’єрі, Оксфордшир до 1764 року. Однак тільки в 1812 році Вільям Бродеріп придбав щелепи, і він разом зі своїм наставником — відомим палеонтологом преподобним Вільямом Баклендом — визнав, що вони походять від ссавців. Amphilestes broderipii спочатку був Amphitherium broderipii, поки його не визнали окремим і новим видом у 1971 році.

## Опис
Амфілест відомий за різними останками зубів і нижньої щелепи. Зубна формула нижньої щелепи 4:1:4:5. Премоляри симетричні, а коронки виглядають як тристулкові моляри, причому центральний зубець є найбільшим у премолярів і молярів, хоча різниця в розмірах менша у премолярів.